# Oni sjli na Vostok
Oni sjli na Vostok (russisk: Они шли на Восток) er en sovjetisk-italiensk spillefilm fra 1964 af Giuseppe De Santis og Dmitrij Vasiljev.

## Medvirkende
- Arthur Kennedy som Maria Ferri
- Peter Falk som Mario Salvioni
- Zjanna Prokhorenko som Katya
- Raffaele Pisu som Libero Gabrielli
- Tatjana Samojlova som Sonya